# Giovanni Francesco Cresci
Giovanni Francesco Cresci fue un calígrafo de la Biblioteca Vaticana.

## Biografía
Nacido en Milán entre 1525 y 1550. Calígrafo "scriptor latinus" de la Biblioteca Vaticana que en 1560 también fue nominado autor de la Capilla Sixtina con el motu proprio de Pío IV del 25 de marzo, después de haber reemplazado al escritor John Scobedo, del que fue asistente durante dos años. Tras algunas intrigas y problemas de celos con otros escribanos y calígrafos de la época y habiendo obtenido piedad filial en Milán, declara que parte a esa ciudad (Milán) estando su padre en necesidad de su cuidado, como él mismo expresa en una carta de junio de 1572 a Cardinal Sirleto, salió de Roma antes de 17 de marzo de 1570, el día de la muerte del Cardenal bibliotecario Antonio Da Mula, de la que había tomado licencia. Sin embargo, la carta de dedicación a Marcantonio Florencio, es de fecha 1 de noviembre Roma 1570 dejando como su reemplazo a Luigi Giovanni Mercati, quien tomó posesión de su cargo el 1 de octubre. Cresci había expresado su firme intención de regresar a Roma, pero nunca regresó. 

## Obras
De personalidad notable y poseedor de una extraordinaria habilidad, Cresci destacó más que por sus actividades como copiaste sino por su trabajo teórico y ensayista. Autor del Essemplare di più sorti lettere (enlace roto disponible en Internet Archive; véase el historial, la primera versión y la última). su obra publicada por primera vez en 1560 en Roma por Antonio Blado y más tarde en 1563, 1568 y posteriormente en Venecia en 1575, 1578, 1583 y en el 1600, siglos más tarde, en 1968 la edición veneciana de 1578 fue reproducida en Londres editada por A.S. Osley, la obra llevaba una dedicatoria al cardenal Carlo Borromeo fue muy importante su introducción "Alli lettori". 
Su segunda obra: Il perfetto scrittore, apareció diez años después y también fue impreso en Roma. Se divide en dos partes: La primera contiene una carta de dedicación a Marcantonio Florencio camarero secreto papal de Roma de fecha 1 de noviembre 1570. Esto es seguido por la carta ya citada del canónico S. Corsi "Ai giuditiosi lettori" y "Delli modi che deve tener un maestro per insegnar a scrivere bene..". Esto es seguido por las tablas xilográficas en tramas de cuatro tipos y funciona, también, dell'Aureri, que contienen modelos de escritura cancillería de diversos tipos, redondas antiguo, bollatica, mercantesca y bastardo. La segunda parte está dedicada al obispo Antonio Maria Salviati, con la misma fecha de 1 de noviembre de 1570 a quien dedica Discorso delle maiuscole antiche romane" y un "Discorso delle maiuscole cancelleresche a groppi", que precede a veintitrés placas, grabadas en cobre por Andrea Mareri con un alfabeto en mayúsculas "en ráfagas", cada uno con una estructura diferente a la otra. Aparecen entonces las placas que contienen un doble juego de las capitales del alfabeto antiguos, tallados en madera, uno de los "Bertino," que no es uniforme o totalmente negro y el otro en el fondo completamente negro, que Cresci hizo para complacer a algunos amigos, ambos alfabetos están rodeados por un borde sencillo. Esta serie se ha reproducido, sin fronteras, en el año 1970 por varios editores (DM Anderson, R. Rodini, Hamilton PM y otros).
También en Roma, salió en 1579 La cursiva cancilleresca perfectos, dedicada a Ippolito Agostini (la carta está dedicada el primero de enero de 1579). Tiene dos composiciones poéticas: en la primera parte de Aurelio Urso y Castelletto Christopher, dirigida a Cresci y una advertencia "A' benigni lettori", que también se incluye en la lista de ejemplos gráficos. La tabla tiene cincuenta y dos modelos de la letra cancilleresca de varios tipos. En 1596 fue enviado a Roma el cuarto libro de Di lettere formatelle et cancellaresche cursiva... una vez más puesto a la luz por Silvio Valesi parmesano". Póstumamente por el hijo de Cresci, también en nombre de Giovan Francesco, fue publicado en Milán en 1622 para quienes deseaban poseer legítimamente el arte mayor y menor de la escritura.
Conocida su rivalidad con Giovanbattista Palatino debido a las diferencias que tenían ambos en cuanto a la manera de construir letras: Palatino creía firmemente en la construcción geométrica a diferencia de Cresci quien ejecutaba las técnicas de los antiguos romanos a mano alzada, recomendando siempre la práctica en el trazo y quien consideraba como "falsas normas" la construcción geométrica de G. Palatino. 
G.F. Cresci a pesar de haber abandonado Roma continuó siendo una referencia y un maestro para otros escribanos de la Capilla Sixtina como Luca Orfei.
- Datos: Q5880200